# Clonostachys solani
Clonostachys solani är en svampart. Clonostachys solani ingår i släktet Clonostachys och familjen Bionectriaceae.

## Underarter
Arten delas in i följande underarter:
- nigrovirens
- solani